# جاكي داميكو
جاكي داميكو (بالإنجليزية: Jackie D'Amico)‏ هو رجل عصابة أمريكي، ولد في 24 يناير 1937 في الولايات المتحدة.